# Biltine
Biltine es una ciudad de Chad, capital de la región de Wadi Fira y anteriormente de la prefactura de Biltine. En 2009 contaba con 23.472 habitantes.
La ciudad fue fugazmente ocupada el 25 de noviembre de 2006 por el RADF, un grupo rebelde, para ser recapturada al día siguiente por el gobierno, junto con la cercana ciudad de Abéché, a su vez ocupada por la UFDD. El 16 de junio de 2008, la ciudad fue escenario de una batalla entre los rebeldes y las fuerzas del gobierno, ganando los primeros.